# Japanmispel
Slægten Japanmispel (Eriobotrya) er udbredt med ca. 10 arter i Østasien. Her nævnes kun den ene, hvis frugter af og til kan ses i danske forretninger.
| Arter |

- Almindelig japanmispel (Eriobotrya japonica)